# Арчибальд Дуглас из Килспинди
Сэр Арчибальд Дуглас из Килспинди, также известный как Грейтсейл (англ. Archibald Douglas of Kilspindie; ок. 1475 — ок. 1536) — шотландский дворянин и придворный, который занимал должности лорда-казначея Шотландии (1520—1526) и проректора Эдинбурга (1519—1520, 1521—1522, 1525—1527).

## Биография
Четвертый сын Арчибальда Дугласа, 5-го графа Ангуса (1449—1513), и его второй жены Элизабет Бойд (? — 1498), которая сама была дочерью Роберта Бойда, 1-го лорда Бойда.
В 1513 году Джордж Дуглас, мастер Ангус, и сэр Уильям Дуглас, два старших брата Килспинди, были убиты в битве при Флоддене вместе с королем Шотландии Яковом IV. Его племянник, Арчибальд Дуглас, 6-й граф Ангус, женился на вдове короля Маргарет Тюдор и был регентом при молодом короле Якове V, за это время Арчибальд Дуглас из Килспинди стал очень популярен у мальчика-короля, который знал его как Грейстейл, имя предмета популярной баллады того времени. Килспинди женился на Изобель Хоппар, описанной в 1515 году бароном Дакром как «богатая вдова из Эдинбурга».
Пока семья Дугласов находилась у власти, Килспинди стал лордом-верховным казначеем Шотландии. Он был проректором Эдинбурга в 1526 году, когда король предоставил ему и его жене Изабель Хоппер многоквартирный дом на южной стороне эдинбургского Нетербоу. Шотландский юрист Адам Оттерберн забрал документы на дом, который принадлежал Филиппу Форрестеру и находился в собственности Эндрю Моубрея. Эндрю Моубрей был женат на племяннице Изобель Хоппар, Катрин Хоппар. Они построили Моубрей-хаус на северной стороне улицы, который частично сохранился до наших дней.
Король Яков V вырвался из-под контроля графа Ангуса в мае 1528 года. Согласно хронике Роберта Линдсея из Пицкотти, Яков V сбежал из семьи Дугласов в Фолклендском дворце, поехав в замок Стирлинг, в то время как Килспинди навещал свою любовницу в Данди. Обнаружив, что король сбежал, он поехал в Стерлинг со своим племянником Джорджем Дугласом из Питтендрайха, но королевский герольд был на месте на мосту, чтобы потребовать, чтобы они воздержались от приближения к королю.
Килспинди и семья Дугласов были осуждены за государственную измену, а их земли конфискованы парламентом Шотландии в сентябре 1528 года. Король передал квартиру Килспинди в Эдинбурге новому казначею Роберту Кэрнкроссу. Земли в Каннингеме достались Роберту, лорду Максвеллу, а Рейдсайд близ замка Танталлон был отдан Хью Джонсону, королевскому повару. Дугласы уже находились на границах Шотландии или в изгнании в Англии, и Джеймс осадил их замок в Танталлоне. 5 сентября 1528 года граф Ангус крикнул через реку Туид стюарду графа Нортумберленду, что, если его семья будет вынуждена покинуть страну в замке Норем, Изобель Хоппар будет ждать Маргарет Дуглас. Маргарет пересекла Туид и прибыла в Норем в октябре.
В ноябре Томас Магнус услышал, что Джеймс Гамильтон из Финнарта и шериф из Эра, несмотря на то, что они были двумя «заветными слугами» и советниками Якова V, встретились с мятежниками Арчибальдом Дугласом из Килспинди и Джорджем Дугласом из Питтендрейха в Кокбернспате, чтобы обсудить восстановление графства Ангус. В декабре 1528 года до доктора Магнуса дошел слух, что торговые общины Вере и Мидделбурга пытались связаться с Килспинди до его ареста, чтобы попросить его поддержать брак между Яковом V и сестрой или близкой родственницей Карла V, императора Священной Римской империи. Сын Изобель от первого брака, Эндрю Мюррей из Блэкбарони (? — 1572), был официально прощен за помощь Арчибальду и Изобель в апреле 1542 года.
В более поздней истории семьи Дэвида Хьюма из Годскрофта Килспинди возвращается в Шотландию 10 лет спустя. Он подошел к королю в Королевском парке Стерлинга. Король узнал его, но проигнорировал и поехал вверх по холму к Замку. Килспинди, хотя и был одет в скрытую кольчугу, последовал за ним пешком и в то же время прибыл измученным, но никто не дал ему выпить, так как Яков не оказал ему никакой милости. Затем он отправился во Францию по приказу короля.

## Семья
Его жена Изобель Хоппар была описана в юридических документах как его вдова в 1536 году.
Их сын и наследник Арчибальд Дуглас из Килспинди  сменил лэрда Килспинди в 1543 году после отмены конфискации его семьи, а также трижды был проректором Эдинбурга (1554—1557, 1559—1562 и 1562—1565).